# سکوی جاوا، نسخه سازمانی
سکو (بُن‌سازه) جاوا نگارش سازمانی (به انگلیسی: Java Platform، Enterprise Edition)، که تا پیش از نسخه ۵ به صورت اختصاری J2EE نامگذاری می شد.(در حال حاضر به شکل Java EE عنوان می‌شود) سکویی پر استفاده برای برنامه‌نویسی کارگزاران در زبان برنامه‌نویسی جاواست. نکارش سازمانی از نگارش جاوا (زبان برنامه‌نویسی) متمایز است، چراکه این زبان با اضافه نمودن کتابخانه‌هایی را برای ساده‌سازی پیاده‌سازی نرم‌افزارهای کاربردی به صورت چند لایه طراحی شده‌است.

## نگارش‌های پیشین
نگارش کنونی جاوا سازمانی، به صورت 11٫۰ مشخص می گردد. نام فعلی این نگارش به صورت سکوی جاوا، نگارش سازمانی({انگلیسی|Java Platform, Enterprise Edition)و به صورت کوته نوشت Java EE که جایگزین عبارت قدیمی J2EE ({انگلیسی|Java Platform, Enterprise Edition})شده‌است.
| نگارش | نام کامل نگارش                        | تاریخ انتشار                  | وضعیت انتشار |
| ----- | ------------------------------------- | ----------------------------- | ------------ |
| ۱٫۰   | سکوی جاوا، نگارش سازمانی، نگارش ۱٫۰   | دسامبر ۱۹۹۹(آذر ۱۳۷۸)         | نگارش نهایی  |
| ۱٫۲   | سکوی جاوا، نگارش سازمانی، نگارش ۱٫۲   | ۲۰۰۰ (۱۳۷۹)                   | نگارش نهایی  |
| ۱٫۲٫۱ | سکوی جاوا، نگارش سازمانی، نگارش ۱٫۲٫۱ | ۲۳ می ۲۰۰۰ (۱۳ اردیبهشت ۱۳۷۹) | نگارش نهایی  |
| ۱٫۳   | سکوی جاوا، نگارش سازمانی، نگارش ۱٫۳   | ۲۴ سپتامبر ۲۰۰۱ (۱ مهر ۱۳۸۰)  | نگارش نهایی  |
| ۱٫۴   | سکوی جاوا، نگارش سازمانی، نگارش ۱٫۴   | ۲۴ نوامبر ۲۰۰۳ (۳ آذر ۱۳۸۲)   | نگارش نهایی  |
| ۵     | سکو جاوا نگارش سازمانی، نگارش ۵       | ۱۱ می ۲۰۰۶ (۳ خرداد ۱۳۸۵)     | نگارش نهایی  |
| ۶     | سکو جاوا نگارش سازمانی، نگارش ۶       | ۱۰ دسامبر ۲۰۰۹ (۱۹ آذر ۱۳۸۸)  | نگارش نهایی  |
| ۷     | سکوی جاوا نگارش سازمانی، نگارش ۷      | ۲۸ می ۲۰۱۳ (۷ خرداد ۱۳۹۳)     | نگارش نهایی  |
| ۸     | سکوی جاوا نگارش سازمانی، نگارش ۸      | ۳۱ آگست ۲۰۱۷ (۹ شهریور ۹۶)    | نگارش نهایی  |

## زیر ساخت

بررسی معماری نگارش سازمانی جاوا، نگارش 1.4

اجزای نگارش سازمانی جاوا، نیازمند محیط زمان اجرای مخصوصی هستند. این محیط با نام نگارش سازمانی کاگزار کاربردی شناخته می‌شود.
این کارگزار، ویژگی‌های زیر را فراهم می‌آورد:
- امنیت (حفاظت)
- مدیریت تراکنش
- نامگذاری و خدمات دایرکتوری
- برقرار ارتباط بین اجزا نگارش سازمانی
- ماندگاری طولانی مدت برای ذخیره داده
- مدیریت اجزا در تمام زمان حیات برنامه
- پشتیبانی از نصب (استقرار)

به علاوه اینها، محفظه بندی کاگزار، برای دسترسی به منابع زیرین در سیستم عامل( شبکه، سامانهٔ فایل و ...) از دیگر این ویژگی هاست.

یک کارگزار جاوا، از این نوع به چندین سیستم منطقی تقسیم می‌شود. به آن‌ها ظروف گفته می‌شود. نگارش کنونی به این ظروف نیازمند است:
- یک ظرف ای جی بی به عنوان محیط اجرایی برای جاوابین سازمانی
- یک ظرف وب به عنوان محیط اجرایی برای سرولت، صفحات کارگزار جاوا(جی اس پی)
- یک ظرف جی سی ای به عنوان محیطی برای جی سی ای (معماری متصل‌کننده جاوا). اگرچه این یکی به صورت صریح تعریف نشده، ولی در واقع، هر فروشندهٔ کارگزار، آن را پیاده‌سازی می نماید. محدودیت‌های موجود در ظرف ای جی بی و ظرف وب، تأثیری در جی سی ای ندارند. برای مثال، شروع به کار یک نخ یا خواند و نوشتن در پرونده ها.
- فراهم‌کننده جی ام اس، به عنوان مدیریت صفوف پیام ها.

پیاده سازی‌های متنوعی برای جاوا وجود دارد. بعضی از این نگارش‌ها اختصاصی هستند و تعدادی دیگر به مانند مثل جی باس به صورت متن باز منتشر شده‌است. پیاده‌سازی مرجع و اصلی توسط شرکت سان میکروسیستم طراحی و اجرا شده‌است. به این نکته باید توجه شود که تمام این پیاده‌سازی ها، لزوما همه ویژگی‌ها نگارش سازمانی را دارا نیستند. اگرچه شرکت سان، برای هر نسخه منتشره، فهرستی از کارگزاران معتبر را متشر می نماید.
مدیریت‌ سامانه‌پایگاه‌داده یکی دیگر از زیرساختهایی است که برای ذخبره‌سازی داده‌ها بکار می‌رود. که گاه سامانه رابطه‌ای است و گاه پایگاه‌دادهٔ شی‌ءگرا. یکپارچه‌سازی پایگاه‌داده معمولاً بر روی یک جی‌دی‌بی‌سی درایور صورت می پذیرد.

بخش مشتری به برنامه کاربردی نگارش سازمانی، دسترسی دارد. این دسترسی اغلب با استفاده از یک مرورگر، است. اگرچه می‌توان از طریق یک برنامه مشتری منتشر شده (برنامه کاربردی جاوا، کوربا، یا مشتری‌های خدمات وب) نیز صورت پذیرد.

## واسط‌های مهم جاوا
| کوته نوشت                                  | نام کامل                                      | توضیحات | نگارش چهارم(۱.۴)  | نگارش پنجم                                                                            | نگارش ششم      |
| ------------------------------------------ | --------------------------------------------- | --- | ----------------- | ------------------------------------------------------------------------------------- | -------------- |
| ای‌جی‌بی                                     | Enterprise Java Beans                         | شامل یک منطق تجاری از برنامه سازمانی یا اجازه دسترسی به داده‌های نشست. بین‌ها بر روی یک ظرف‌ ای‌جی‌بی اجرا می‌شوند. سه نوع ای‌جی‌بی موحود است: بین‌های نشستی، شامل حالت مدار و بی‌حالت، که از سوی منطق تجاری پیاده‌سازی و بیشتر از طرف مشتری مورد دسترسی است.   | آری(تگارش ۲.۱)    | با تفکیک، که قادر به استفاده خارج از ظرف است، و موجودیت بین را تشکیل می‌دهد(نگارش ۳.۰) | آری(نگارش ۳.۱) |
| جی‌اس‌اس                                     | Java Servlet API                              | به صورت عمومی به واسط برنامه‌نویسی سرولت به عنوان توسعه یافته کارگزار؛ اجازه پرسش و پاسخ می‌دهد. | آری (نگارش ۲.۴)   | آری(نگارش ۲.۵)                                                                        | آری(نگارش ۳.۰) |
| جی‌اس‌پی                                     | JavaServer Pages                              | اسناد متنی‌ای هستند که شامل متن ایستا و پویا از سایر عناصر هستند. عناصر جی‌اس‌پی(صفحات جی‌اس‌پی) توسط ظرف وب \اک و به سرولت تبدیل می‌شوند | آری (نگارش ۲.۰)   | آری (نگارش ۲.۱)                                                                       |                |
| دبلیو اس                                   | Web Services                                  | واسط‌هایی را برای ای‌جی‌بی با شناسه‌ای یکسان منبعی که به وضوح قابل شناسایی هستند؛ تعریف می نماید. این واسط‌ها به شکل ایک‌س‌ام‌ال قابل تعریف و نوصیف هستند.                                                                                                   | آری(نگارش ۱.۰)    | آری(نگارش ۱.۲)                                                                        |                |
| جی‌ان‌دی‌ای                                   | Java Naming and Directory Interface           | واسطی مشترک بین تمام کلاس‌ها برای خدمات مربوط به دایرکتوری و نام‌گذاری است. جی‌ان‌دی‌ایُ دسترسی به اجزا نگارش سازمانی را تضمین می‌نماید. | آری(نگارش ۱.۲)    | آری(نگارش ۱.۲)                                                                        |                |
| جی‌ام‌اس                                     | Java Message Service                          | یک واسط برنامه‌نویسی برای فرایندهای پیام‌دهی غیرهمزمان. | آری(نگارش ۱.۱)    | آری(نگارش ۱.۱)                                                                        |                |
| جی‌تی‌ای                                     | Java Transaction API                          | این واسط به برنامه‌ها اجازهٔ کنترل مدیریت تراکنش را می‌دهد. جی‌تی‌ای واسطی از جاواست برای پردازش تراکنش‌ها. به صورت پیش‌فرض، به واسط توسط جی‌اس‌تی، پیاده‌سازی می‌گردد که به واسطهٔ خدمات تراکنشکورباست (اوتی‌اس) اشیا را فراهم می‌آورد.                           | آری(نگارش ۱.۰.۱B) | آری(نگارش ۱.۱)                                                                        |                |
| جی‌ای‌ای‌اس                                   | Java Authentication and Authorization Service | خدمات تأیید و مجوز جاوا(جی‌ای‌ای‌اس) واسط برنامه‌نویسی‌ای است که تأیید و مجوزهای موجود در برنامه‌های جاوا فراهم می‌آورد. جی‌ای‌ای‌اس ماژول تأیید قابل اتصال(پی‌ام‌ای) استانداردی را پیاده‌سازی می‌نماید و به واسطهٔ این ماژول تأیید و مجوز دهی را ساده‌سازی می‌نماید. | آری(نگارش ۱.۰)    | آری(نگارش ۱.۰)                                                                        |                |
| جاوا میل                                   | JavaMail                                      | اجازهٔ دسترسی به خدمات نامه‌رسانی از قبیل اس‌ام‌تی‌پی٬ پاپ۳٬ ای‌ام‌ای‌پی٬ ان‌ان‌تی‌پی٬ | آری(نگارش ۱.۲)    | آری(نگارش ۱.۴)                                                                        |                |
| جی‌ای‌ایکس‌بی                                 | Java Architecture for XML Binding             | اجزابه انقیاد مستقیم شمای ایکس‌ام‌ال به کلاس‌های جاوا را می‌دهد. | نه                | آری(نگارش ۲.۰)                                                                        |                |
| جی‌ایایکس‌پی                                 | Java API for XML Processing                   | به توسعه دهندگان امکان پردازش ایکس‌ام‌ال را می‌دهد. | آری(نگارش ۱.۲)    | آری(نگارش ۱.۳)                                                                        |                |
| جی‌ای‌ایکس-ارپی‌سی                            | Java API for XML-Based Remote Procedure Calls | امکان دسترسی از راه دور را به خدمات ارپی‌سی | آری(نگارش ۱.۰)    | آری(نگارش ۱.۱)                                                                        |                |
| جی‌ای‌ایکس‌ار                                 | Java API for XML Registries                   | دسترسی شفاف و واضحی را برای دسترسی به آنچه رجیسترهای تجاری نامیده می‌شود، فراهم می‌آورد. مانند ای‌بی‌ایکس‌ام‌ال یا یودی‌دی‌ای | آری(نگارش ۱.۰)    | آری(نگارش ۱.۰)                                                                        |                |
| جی‌ای‌سی‌سی                                   | Java Authorization Contract for Containers    | سیاست‌های حفاظتی متنوعی را برای ظروف نگارش سازمانی جاوا تعریف می‌نماید. | آری(نگارش ۱.۰)    | آری(نگارش ۱.۱)                                                                        |                |
| معماری متصلإکننده نگارش سازمانی جاوا       | J2EE Connector Architecture                   | برای یکپارچه‌سازی شفاف با سایر سامانه‌ها استفاده می‌شود | آری(نگارش ۱.۵)    | آری(نگارش ۱.۵)                                                                        |                |
| جی‌ای‌اف                                     | JavaBeans Activation Framework                | امکان ارسال و دریافت داده از طریق سرساز ام‌ای‌ام‌ای را فراهم می‌آورد. | آری(نگارش ۱.۰)    | آری(نگارش ۱.۱)                                                                        |                |
| جی‌ای‌ایکس-دبلیواس                           | Java API for XML Web Services                 | برای ساخت خدمات وبو همراه نمودن با مشتری، ایکس‌ام‌ال برای ارتباط با اس‌اوای‌پی | نه                | آری(نگارش ۲.۰)                                                                        |                |
| -                                          | Web Service Metadata                          | توضیحات خدمات وب را از طریق حاشیه‌نویس جاوا فراهم می‌کند. | نه                | آری(نگارش ۲.۰)                                                                        |                |
| جی‌پی‌ای                                     | Java Persistence API                          | فراهم‌کنندهٔ واسطی قوی برای پایگاه‌داده و نگاشت رابطه‌ای به شی‌گرایی و کار با موجودیت‌هاست. | نه                | آری(نگارش ۱.۰)                                                                        | آری(نگارش ۲.۰) |
| اس‌تی‌ای‌ایکس                                 | Streaming API for XML                         | مکان‌نمایی مبتنی بر ایکس‌ام‌ال در که به دی‌اوام و پارسر اس‌ای‌ایکس اضافه می‌شود | نه                | آری(نگارش ۱.۰)                                                                        |                |
| جی‌اف‌اس                                     | Java Server Faces                             | با کمک جی‌اس‌اف توسعه‌گران قادر به تعبیه نمودن اجزایی به واسط کاربر در صفحات وب و تعریف ناوبری به شکلی بسیار آسان هستند. | نه                | آری(نگارش ۱.۲)                                                                        | آری(نگارش ۲.۰) |
| کارساز صفحات استاندارد برچسب کتابخانه جاوا | JavaServer Pages Standard Tag Library         | مجموعه‌ای از برچسب‌ها و مانند آنها، برای ساختاردهی٬ایکس‌ام‌ال، اس‌کیوال و بین‌المللی سازی | نه                | آری(نگارش ۱.۲)                                                                        |                |

## کارسازهای کامل نگارش سازمانی جاوا
وضعیت فعلی گواهی سان در پرانتز ذکر شده.

### کارسازهای متن‌باز
- آپاچی جرنیمو( آپاچی تامکت یا جتی) (نگارش ۵ سازمانی جاوا)
- کارساز کاربردی جی‌باس (اختیاری آپاچی تامکت) (نگارش ۵ سازمانی جاوا)
- جی‌اوان‌ای‌اس (نگارش ۱.۴ سازمانی جاوا)
- گلس فیش (نگارش ۵ سازمانی جاوا)

### کارسازهای تجاری
- بی‌ایی‌ای وب‌لاجیک (نگارش ۵ سازمانی جاوا)
- کارساز برنامه اوراکل (نگارش ۵ سازمانی جاوا)
- کارساز برنامه اوریون
- کارساز برنامه نتوِیر سپ (نگارش ۵ سازمانی جاوا)
- کارساز کاربردی وب‌سایفر ای‌بی‌ام (دبیلوای‌اس) (نگارش ۵ سازمانی جاوا)

| کارساز نگارش سازمانی جاوا        | تعداد کابران |
| -------------------------------- | ------------ |
| وب‌سایفر ای‌بی‌ام                   | ۷۵.۰۰۰       |
| کارساز برنامه اوراکل             | ۳۲.۰۰۰       |
| بی‌ایی‌ای وب‌لاجیک                  | ۱۵.۰۰۰       |
| کارساز برنامه نتوِیر سپ           | ۱۲.۰۰۰       |
| کارساز سامانه جاوا سان‌میکروسیستم | ۳.۰۰۰        |
| کارساز کاربردی جی‌باس             | ۱.۰۰۰        |

## منبع
1. ↑  «بن‌سازهٔ محصول» [مدیریت فنّاوری] هم‌ارزِ «product platform»؛ منبع: گروه واژه‌گزینی. دفتر دهم. فرهنگ واژه‌های مصوب فرهنگستان. تهران: انتشارات فرهنگستان زبان و ادب فارسی. شابک ۹۷۸-۶۰۰-۶۱۴۳-۳۴-۷ (ذیل سرواژهٔ بن‌سازهٔ محصول)
2. ↑  http://java.sun.com/javaee/overview/compatibility.jsp کارگزان معتبر نگارش پنجم سازمانی جاوا
3. ↑  JavaServer Faces - JSF

## پیوندهای بیرونی
- جاوا ای‌ای